# Saperda discoidea
Saperda discoidea là một loài bọ cánh cứng trong họ Cerambycidae.